# NGC 7803
NGC 7803 ist eine Spiralgalaxie vom Hubble-Typ Sab im Sternbild Pegasus nördlich der Ekliptik. Sie ist schätzungsweise 244 Millionen Lichtjahre von der Milchstraße entfernt und hat einen Durchmesser von rund 70.000 Lichtjahren. Die Galaxie ist als Mitglied der NGC-7810-Gruppe geführt.
Die Typ-Ib-Supernova SN 2007kj wurde hier beobachtet.
Das Objekt wurde am 5. August 1886 von Lewis Swift entdeckt.